# Tamaricella fuscula
Tamaricella fuscula är en insektsart som beskrevs av Cai 1998. Tamaricella fuscula ingår i släktet Tamaricella och familjen dvärgstritar. Inga underarter finns listade i Catalogue of Life.